# یوسی ملمن

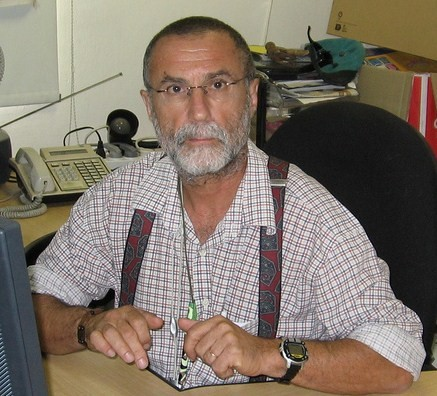
یوسی مِلمَن.

یوسی مِلمَن (به عبری: יוסי מלמן) نویسنده، روزنامه‌نگار و کارشناس نظامی-امنیتی اسرائیلی است.
یوسی ملمن در یک خانواده یهودی‌تبار لهستانی متولد شد و در سال ۱۹۵۷ میلادی، به همراه خانواده‌اش به اسرائیل مهاجرت کرد. وی به عنوان داوطلب به نیروهای دفاعی اسرائیل پیوست. او از دانش‌آموختگان دانشگاه عبری اورشلیم در رشته تاریخ است.
یوسی مِلمَن از سال ۱۹۸۰ میلادی، با روزنامه چپ‌گرای اسرائیلی هاآرتص همکاری داشته‌است. وی کارشناس و تحلیل‌گر ارشد نظامی-امنیتی روزنامه هاآرتص است.

## کتاب‌ها
- ۲۰۰۶: ابوالهول اتمی ایران
- ۱۹۸۶: تروریستی استاد: داستان واقعی از ابو نضال (ISBN 0-915361-52-3)
- ۱۹۸۹: جاسوسان ناقص: تاریخچه جامعه اطلاعاتی اسرائیل
- ۱۹۸۹: آن سوی قیام: اسرائیلی‌ها، اردنی‌ها و فلسطینی‌ها  (ISBN 0-313-26787-1)
- ۱۹۹۲: اسرائیلی‌های جدید: نمایش خودمانی از تغییر (ISBN 1-55972-129-4)
- ۱۹۹۴: دوستی حقیقی: نگاهی درونی از پیمان میان ایالات متحده و اسرائیل (ISBN 0-7868-6006-5)
- ۱۹۹۰: هر جاسوسی یک شاهزاده است: تاریخچه کاملی از جامعه اطلاعاتی اسرائیل (ISBN 0-395-47102-8)